# Kruger Nationalpark
Kruger Nationalpark er en nationalpark i Sydafrika som ligger i provinserne Mpumalanga og Limpopo. Parken er en af verdens dyrerigeste. Den er cirka 350 km lang og 60 km bred, og dækker et areal på cirka 20.000 km², hvilket svarer til det dobbelte af Sjælland og Fyn tilsammen.
I nationalparken findes 147 forskellige pattedyr, såsom store bestande af antiloper, giraffer, aber, løver og elefanter, over 500 fuglearter og 114 forskellige krybdyrarter. Gode bilveje og lejrpladser gør området lettilgængeligt for turister og forskere. Parken blev oprindeligt oprettet i 1898 af præsident Paul Kruger som et fredet areal, Sabie Game Reserve, og 1926 blev området nationalpark. 1961 fik parken en indhegning, og siden 2000-tallet udvidedes den med lignende parker i Mozambique og Zimbabwe.
I januar 2014 tiltrak området sig opmærksomhed efter at en flod som løber gennem nationalparken forurenedes af udslip fra en fosfatmine. Resultatet blev i første omgang en meget stor fiskedød.